# Iran Air-vlucht 277
Iran Air-vlucht 277 was een binnenlandse lijnvlucht van de Iraanse hoofdstad Teheran naar Urmia, de hoofdstad van de noordwestelijke provincie West-Azerbeidzjan.
Op 9 januari 2011 verongelukte vlucht IA-277 van Iran Air. De Boeing B727-286Adv met registratie EP-IRP was vertrokken van Mehrabad International Airport, Teheran. Wegens slechte weersomstandigheden werd de nadering naar het vliegveld van de stad Urmia afgebroken. Kort na de doorstart heeft het vliegtuig een berg geraakt.

## Vliegtuig
Het verongelukte vliegtuig was een in 1974 gebouwde Boeing 727-286Adv met registratie EP-IRP. Het was ten tijde van het ongeluk 36 jaar en 7 maanden oud, en daarmee een van de oudste vliegtuigen in de vloot van Iran Air.
Uit de Airframes.org database blijkt dat het vliegtuig lange tijd uit dienst was genomen. Omdat het vliegtuig in beslag was genomen, heeft het van 1984 tot 1990 stilgestaan op de luchthaven van Baghdad in Irak. Het blijkt dat het vliegtuig vervolgens van 1991 tot 2002 in opslag heeft gestaan. Daarna is het na groot onderhoud weer in dienst genomen.
In de Europese Unie staat twee derde van de vliegtuigen van Iran Air op de zwarte lijst vanwege hun slechte technische staat. Op 6 juli 2010 heeft de Europese commissie de sluiting van het Europese luchtruim voor de vliegtuigen van Iran Air van het type Boeing 727, Boeing 747 en Airbus 320 verlengd. Iran Air vliegt naar Europa met Airbus-vliegtuigen die wel de goedkeuring van de Europese commissie hebben gekregen.

## Overlevenden
Aan boord waren 105 personen, van wie 28 het ongeluk hebben overleefd. Reddingswerkzaamheden werden gehinderd door zware sneeuwval. Ter plaatse van het ongeluk lag een dik pak sneeuw van 70 cm. Bij de reddingswerkzaamheden waren 36 ambulances en 11 ziekenhuizen betrokken.

## Onderzoek
Iran heeft een onderzoek naar het ongeval ingesteld.
Een dag na het ongeluk is zowel de cockpitvoicerecorder als de flightdatarecorder teruggevonden.